# Шиликтысай
Шиликтысай (каз. Шіліктісай) — упразднённое село в Хромтауском районе Актюбинской области Казахстана. Входило в состав Богетсайского сельского округа. Код КАТО — 156035600. Упразднено в 2019 г.

## Население
В 1999 году население села составляло 130 человек (67 мужчин и 63 женщины). По данным переписи 2009 года, в селе проживало 59 человек (29 мужчин и 30 женщин).